# Selección de fútbol sub-17 de las Islas Salomón
La selección de fútbol sub-17 de las Islas Salomón es el equipo representativo de dicho país en las competiciones oficiales. Su organización está a cargo de la Federación de Fútbol de las Islas Salomón, miembro de la OFC y la FIFA.
Fue segundo en las ediciónes 1993 y 2018 del Campeonato Sub-17 de la OFC.

## Estadísticas

### Copa Mundial Sub-17
| Año                         | Fase              | Posición          | PJ                | PG                | PE                | PP                | GF                | GC                |
| --------------------------- | ----------------- | ----------------- | ----------------- | ----------------- | ----------------- | ----------------- | ----------------- | ----------------- |
| China 1985                  | Sin participación | Sin participación | Sin participación | Sin participación | Sin participación | Sin participación | Sin participación | Sin participación |
| Canadá 1987                 | Sin participación | Sin participación | Sin participación | Sin participación | Sin participación | Sin participación | Sin participación | Sin participación |
| Escocia 1989                | Sin participación | Sin participación | Sin participación | Sin participación | Sin participación | Sin participación | Sin participación | Sin participación |
| Italia 1991                 | Sin participación | Sin participación | Sin participación | Sin participación | Sin participación | Sin participación | Sin participación | Sin participación |
| Japón 1993                  | No clasificó      | No clasificó      | No clasificó      | No clasificó      | No clasificó      | No clasificó      | No clasificó      | No clasificó      |
| Ecuador 1995                | No clasificó      | No clasificó      | No clasificó      | No clasificó      | No clasificó      | No clasificó      | No clasificó      | No clasificó      |
| Egipto 1997                 | No clasificó      | No clasificó      | No clasificó      | No clasificó      | No clasificó      | No clasificó      | No clasificó      | No clasificó      |
| Nueva Zelanda 1999          | No clasificó      | No clasificó      | No clasificó      | No clasificó      | No clasificó      | No clasificó      | No clasificó      | No clasificó      |
| Trinidad y Tobago 2001      | No clasificó      | No clasificó      | No clasificó      | No clasificó      | No clasificó      | No clasificó      | No clasificó      | No clasificó      |
| Finlandia 2003              | No clasificó      | No clasificó      | No clasificó      | No clasificó      | No clasificó      | No clasificó      | No clasificó      | No clasificó      |
| Perú 2005                   | No clasificó      | No clasificó      | No clasificó      | No clasificó      | No clasificó      | No clasificó      | No clasificó      | No clasificó      |
| Corea del Sur 2007          | Sin participación | Sin participación | Sin participación | Sin participación | Sin participación | Sin participación | Sin participación | Sin participación |
| Nigeria 2009                | Sin participación | Sin participación | Sin participación | Sin participación | Sin participación | Sin participación | Sin participación | Sin participación |
| México 2011                 | No clasificó      | No clasificó      | No clasificó      | No clasificó      | No clasificó      | No clasificó      | No clasificó      | No clasificó      |
| Emiratos Árabes Unidos 2013 | Sin participación | Sin participación | Sin participación | Sin participación | Sin participación | Sin participación | Sin participación | Sin participación |
| Chile 2015                  | No clasificó      | No clasificó      | No clasificó      | No clasificó      | No clasificó      | No clasificó      | No clasificó      | No clasificó      |
| India 2017                  | No clasificó      | No clasificó      | No clasificó      | No clasificó      | No clasificó      | No clasificó      | No clasificó      | No clasificó      |
| Brasil 2019                 | Primera fase      | 24°               | 3                 | 0                 | 0                 | 3                 | 0                 | 20                |
| Indonesia 2023              | No clasificó      | No clasificó      | No clasificó      | No clasificó      | No clasificó      | No clasificó      | No clasificó      | No clasificó      |
| Catar 2025                  | No clasificó      | No clasificó      | No clasificó      | No clasificó      | No clasificó      | No clasificó      | No clasificó      | No clasificó      |
| Total                       | 1/20              | 85.º              | 3                 | 0                 | 0                 | 3                 | 0                 | 20                |

### Campeonato Sub-17 de la OFC
| Año                     | Fase              | Posición          | PJ                | PG                | PE                | PP                | GF                | GC                |
| ----------------------- | ----------------- | ----------------- | ----------------- | ----------------- | ----------------- | ----------------- | ----------------- | ----------------- |
| Nueva Zelanda 1983      | Sin participación | Sin participación | Sin participación | Sin participación | Sin participación | Sin participación | Sin participación | Sin participación |
| República de China 1986 | Sin participación | Sin participación | Sin participación | Sin participación | Sin participación | Sin participación | Sin participación | Sin participación |
| Australia 1989          | Sin participación | Sin participación | Sin participación | Sin participación | Sin participación | Sin participación | Sin participación | Sin participación |
| Nueva Zelanda 1991      | Sin participación | Sin participación | Sin participación | Sin participación | Sin participación | Sin participación | Sin participación | Sin participación |
| Nueva Zelanda 1993      | Subcampeón        | 2.º               | 4                 | 2                 | 0                 | 2                 | 3                 | 6                 |
| Vanuatu 1995            | Cuarto lugar      | 4.º               | 4                 | 0                 | 1                 | 3                 | 3                 | 8                 |
| Nueva Zelanda 1997      | Tercer lugar      | 3.º               | 5                 | 3                 | 0                 | 2                 | 9                 | 7                 |
| Fiyi 1999               | Tercer lugar      | 3.º               | 5                 | 4                 | 0                 | 1                 | 19                | 5                 |
| Samoa 2001              | Primera ronda     | 5.º               | 4                 | 2                 | 0                 | 2                 | 20                | 3                 |
| Australia 2003          | Primera ronda     | 6.º               | 5                 | 2                 | 1                 | 2                 | 18                | 6                 |
| Nueva Caledonia 2005    | Tercer lugar      | 3.º               | 6                 | 3                 | 2                 | 1                 | 20                | 8                 |
| Polinesia Francesa 2007 | Sin participación | Sin participación | Sin participación | Sin participación | Sin participación | Sin participación | Sin participación | Sin participación |
| Nueva Zelanda 2009      | Sin participación | Sin participación | Sin participación | Sin participación | Sin participación | Sin participación | Sin participación | Sin participación |
| Nueva Zelanda 2011      | Tercer lugar      | 3.º               | 5                 | 4                 | 0                 | 1                 | 24                | 4                 |
| Vanuatu 2013            | Sin participación | Sin participación | Sin participación | Sin participación | Sin participación | Sin participación | Sin participación | Sin participación |
| Samoa Americana 2015    | Primera ronda     | 7.º               | 4                 | 2                 | 0                 | 2                 | 24                | 6                 |
| Polinesia Francesa 2017 | Tercer lugar      | 3.º               | 4                 | 1                 | 1                 | 2                 | 16                | 6                 |
| Islas Salomón 2018      | Subcampeón        | 2.º               | 5                 | 4                 | 1                 | 0                 | 18                | 1                 |
| Fiyi 2023               | Descalificada     | Descalificada     | Descalificada     | Descalificada     | Descalificada     | Descalificada     | Descalificada     | Descalificada     |
| Total                   | 11/19             | 5.º               | 51                | 27                | 6                 | 18                | 174               | 60                |